# Martial-Piéchaud
Pour les articles homonymes, voir Piéchaud.
Pour les autres membres de la famille, voir Famille Piéchaud.
Martial-Piéchaud, connu également sous le nom de Martial de Combelle, né le 6 septembre 1885 à Bordeaux et mort le 24 août 1957 à Nay (Pyrénées-Atlantiques), est un écrivain, critique littéraire, dramaturge et haut fonctionnaire français.
Membre de la Génération Perdue, ami d'enfance de François Mauriac, très lié avec André Lafon et Jean de La Ville de Mirmont, il est lauréat de l'Académie française en 1926 (Prix Paul-Flat), 1929 (Prix Toirac), et 1951 (Prix Narcisse-Michaut).

## Biographie

### Jeunesse et formation
Jean Baptiste Pierre Martial Piéchaud est né en 1885 dans la maison familiale de Bordeaux (aujourd'hui détruite), au 7 de la rue Arnaud-Miqueu. Son père, Timothée Piéchaud, professeur à la faculté de Médecine de Bordeaux, précurseur en chirurgie infantile, éminent chirurgien, est issu d'une vieille famille girondine originaire d'Abzac et à la tradition médicale fortement ancrée. Sa mère, Marie Cardez, est la fille du comte Ferdinand Cardez, et descend d'une vieille famille du négoce bordelais. Martial est le troisième d'une fratrie de huit enfants.
Plus vieil ami de François Mauriac, il apprend à lire avec lui chez la sœur Adrienne, rue du Mirail. Il fait ses études, comme plus tard ses frères Louis et Ferdinand, chez les Jésuites au Lycée Saint-Joseph-de-Tivoli à Bordeaux. Après une licence ès lettres sous la direction de Fortunat Strowski, il part à Paris pour y faire une licence de droit. Il entre ensuite comme rédacteur à la Préfecture de la Seine. Il publie alors ses premiers articles dans diverses revues, qu'il signe Martial de Combelle, du nom de son arrière-grand-mère.

### Mariage et descendance
Il se marie à Nay le 8 mai 1922 avec Anne-Marie Berchon, fille de Victor Berchon, industriel, maire de Nay, et de Jeanne Blancq. Ils ont deux enfants : Nicole (1923-2011) et Philippe (1926-2003), industriel. Son épouse est décédée accidentellement en 1940 à Nay.

### Carrière littéraire
Membre de la Génération perdue, il est très lié avant la guerre avec Jean de La Ville de Mirmont, Jean Balde, André Lafon, François Mauriac, Jacques Rivière, et, non bordelais, Jean Giraudoux et Alain-Fournier. En 1914, il publie son premier roman, Le Retour dans la nuit, d'abord dans La Revue hebdomadaire, puis chez Grasset. Sa publication est alors remarquée, mais la guerre interrompt brutalement ce succès. À la sortie de la guerre, de laquelle il sort décoré de la Croix de guerre, il a perdu ses amis André Lafon et Jean de La Ville de Mirmont.
Il tient ensuite une chaire de critique littéraire dans la Revue de Paris, l'Illustration, la Revue des deux Mondes et la Revue hebdomadaire.
À partir de 1920, il écrit pour le théâtre. Il se fait remarquer avec Mademoiselle Pascal, joué à l'Odéon, suivi en 1923 par Le Sommeil des amants, au Théâtre Antoine. Le Quatrième, joué à la Comédie-Française, connaît également un important succès durant l'année 1928, qui lui vaut, l'année suivante, le Prix Toirac de l'Académie française. 
Il concourt sans succès au Prix Goncourt, en 1921 pour son roman La Dernière auberge et en 1925 pour Vallée heureuse. En 1926, il reçoit le Prix Paul Flat de l'Académie française.
En 1933, il est fait chevalier de la Légion d'honneur ; il est promu au grade d'officier en 1956. 
Il finit sa carrière dans le corps préfectoral comme secrétaire général de la Préfecture de la Seine. 
Il meurt à Nay (Pyrénées-Atlantiques) le 24 août 1957 et est inhumé dans le caveau de la famille de son épouse Berchon.
Il fut membre de l'Association des Girondins de Paris et de la Société des auteurs et compositeurs dramatiques.

## Distinctions

### Décorations
- Chevalier de la Légion d'honneur, 1933, carrière.
- Officier de la Légion d'honneur, 1956, carrière.
- Croix de guerre 1914–1918, 1917.

### Prix
- Prix Paul Flat de l'Académie française, 1926, pour Vallée heureuse.
- Prix Toirac de l'Académie française, 1929, pour Le Quatrième.
- Prix Narcisse Michaut de l'Académie française, 1951, pour Ainsi vécut Chateaubriand.

## Œuvre

### Romans
- 1914 : Le Retour dans la nuit, Paris, Éditions Grasset.
- 1921 : La Dernière auberge, Paris, Éditions Grasset.
- 1925 : Vallée heureuse, Paris, Plon.
- 1928 : Renaître, Paris, Plon.
- 1934 : Charline, Paris, Plon.
- 1935 : La Romance à l'étoile, Paris, Plon.

### Nouvelles
- 1927 : La Filleule de l'Impératrice.

### Théâtre
- 1920 : Mademoiselle Pascal, Paris, jouée à l'Odéon.
- 1923 : Le Sommeil des Amants, Paris, joué au Théâtre Antoine.
- 1928 : Le Quatrième, Paris, joué à la Comédie-Française.
- 1932 : Le Favori, Paris, joué à l'Odéon et publié dans La Petite Illustration.

### Œuvres radiophoniques
- Le Survivant.
- L'Escalier de Barbe-Bleue.
- La Remplaçante.

### Biographies
- 1951 : Ainsi vécut Chateaubriand, Paris, Hachette (Prix Narcisse Michaut de l'Académie française[14])
- 1954 : La Vie privée de Rachel, Paris, Hachette.

### Articles
- 1924 : Les Revues des Folies-Bergère et du Casino de Paris, Paris, publié dans La Revue hebdomadaire.
- 1925 : Les Représentations classiques de la Comédie-Française, Paris, publié dans La Revue hebdomadaire.
- 1925 : Sainte Jeanne, de Bernard Shaw, au Théâtre des arts, Paris, publié dans La Revue hebdomadaire.
- 1928 : Nos Marionnettes de Croisset, Paris, publié dans La Revue hebdomadaire.
- 1943 : Catiche, Paris, publié dans la Revue des deux Mondes.
- 1948 : De Huysmans et de M. Folantin, Paris, publié dans L'Illustration.
- 1948 : Delacroix à Pierrefonds, Paris, publié dans la Revue des deux Mondes.
- 1948 : Huit siècles de vie britannique à Paris, Paris, publié dans la Revue des deux Mondes.
- 1948 : Marionnettes, Muses et Femmes, Paris, publié dans la Revue des deux Mondes.
- 1948 : De l'Orangerie à Carnavalet, Paris, publié dans la Revue des deux Mondes.
- 1948 : Chevaux et Cavaliers, Paris, publié dans la Revue des deux Mondes.
- 1949 : A Versailles, Paris, publié dans la Revue des deux Mondes.

### Conférences
- 1936 : Les salons de la IIIe République (1870 à 1936), Paris, conférence prononcée le 14 février 1936 au Théâtre du Vieux-Colombier[15].
- 1951 : Notre-Dame de la Sauve, Saint-Joseph de Tivoli, Bordeaux, conférence prononcée le 29 avril 1951.